# Hypolimnas paranarchadi
Hypolimnas paranarchadi är en fjärilsart som beskrevs av Georges Bernardi 1959. Hypolimnas paranarchadi ingår i släktet Hypolimnas och familjen praktfjärilar. Inga underarter finns listade i Catalogue of Life.